# ダンガン・ピクチャーズ
有限会社ダンガン・ピクチャーズ（英: DANGUN PICTURES Limited）は、日本のアニメ制作会社。

## 概要
東映動画（現：東映アニメーション）出身で、角川書店に在籍していた髙野顕と鈴木徹、JCFに在籍していた浅川真一、フリー演出の和田裕一の4人が1994年に「有限会社ダンガン」として設立。翌1995年にOVA「妖精姫レーン」で元請制作を開始し、1996年に現社名に変更した。
初代代表は髙野が務めていたが、2015年からは鈴木が2代目の代表に就任。

## 沿革
- 1994年（平成6年）  - 12月19日 - 東京都清瀬市に有限会社ダンガンとして設立。
- 1996年（平成8年）  - 現社名に変更。
- 1998年（平成10年）- 東京都保谷市に移転。
- 2005年（平成17年）- 現在地に移転。
- 2017年（平成29年）- アラド 宿命の門 -THE FATE OF ARAD- よりシリーズ元請けを開始。
- 2020年（令和2年）  - 撮影部設立。撮影業務開始。

## 作品履歴

### OVA
1995年
- 妖精姫レーン（-1996年）

### 制作協力
テレビアニメ
1998年
- アリスSOS　 (制作元請：JCスタッフ)
- カードキャプターさくら（制作元請：マッドハウス）

1999年
- ブルージェンダー（制作元請：AIC）
- サクラ大戦（制作元請：シャフト）

2000年
- 遊戯王-デュエルモンスターズ（制作元請：ぎゃろっぷ）

2001年
- X -エックス（制作元請：マッドハウス）

2002年
- 電光超特急ヒカリアン（制作元請：東京キッズ）

2003年
- 京極夏彦 巷説百物語（制作元請：トムス・エンタテインメント）
- リングにかけろ1 -日米決戦編（制作元請：東映アニメーション）

2004年
- 冒険王ビィト（制作元請：東映アニメーション）

2005年
- ピーチガール（制作元請：スタジオコメット）
- アイシールド21（制作元請：ぎゃろっぷ）

2006年
- ガイキング LEGEND OF DAIKU-MARYU（制作元請：東映アニメーション）
- 働きマン（制作元請：ぎゃろっぷ）

2007年
- 逆境無頼カイジ（制作元請：マッドハウス）
- シグルイ（制作元請：マッドハウス）

2008年
- 魍魎の匣（制作元請：マッドハウス）
- タイタニア（制作元請：アートランド）

2009年
- ジュエルペット（制作元請：スタジオコメット）
- 爆丸 バトルブローラーズ　ニューヴェストロイア（制作元請：スタジオ雲雀）
- こばと。（制作元請：マッドハウス）
- RAINBOW-二舎六房の七人-　(制作元請：マッドハウス)

2011年
- 爆丸 バトルブローラーズ　ガンダリアンインベーダーズ　(制作元請：スタジオ雲雀)
- BLADE（ブレイド）(制作元請：マッドハウス)
- ダンボール戦機　(制作元請：オーエルエム)

2012年
- HUNTER × HUNTER　(制作元請：マッドハウス)
- カードファイト!!ヴァンガード（制作元請：トムス・エンタテインメント）
- しろくまカフェ　(制作元請：ぴえろ)
- NARUTO -ナルト- SDロック・リーの青春フルパワー忍伝　(制作元請：ぴえろ)

2013年
- ジュエルペット きら☆デコッ!　(制作元請：スタジオコメット)
- ジュエルペット ハッピネス　(制作元請：スタジオコメット)
- イナズマイレブンGO ギャラクシー　(制作元請：オーエルエム)
- キングダム 第2シリーズ　(制作元請：ぴえろ)

2014年
- ダイヤのA（制作元請：マッドハウスxプロダクションI.G）
- それでも世界は美しい　(制作元請：ぴえろ)
- 健全ロボ ダイミダラー　(制作元請：ティー・エヌ・ケー)
- マジンボーン　(制作元請：東映アニメーション)
- 戦国BASARA Judge End　(制作元請：テレコム・アニメーションフィルム)
- 寄生獣　セイの格率（制作元請：マッドハウス）

2015年
- 暁のヨナ（制作元請：ぴえろ）
- アルスラーン戦記（制作元請：ライデンフィルムxサンジゲン）
- 俺物語!!（制作元請：マッドハウス）
- ダイヤのA -second season-（制作元請：マッドハウスxプロダクションI.G）
- うしおととら（制作元請：MAPPA & スタジオヴォルン）
- モンスター娘のいる日常　(制作元請：ラルケxセヴァ)
- 金田一少年の事件簿R　(制作元請：東映アニメーション)
- ゆるゆり さん☆ハイ！　(制作元請：TYOアニメーションズ)
- おそ松さん　(制作元請：ぴえろ)

2016年
- ルパン三世（制作元請：トムス・エンタテインメント）
- ディバインゲート（制作元請：ぴえろ）
- リルリルフェアリル ～妖精のドア～(制作元請：スタジオディーン)
- 虹色デイズ　(制作元請：プロダクションリード)
- テラフォーマーズ リベンジ　(制作元請：ライデンフィルム×TYOアニメーションズ)
- アルスラーン戦記 風塵乱舞 （制作元請：ライデンフィルム）
- パズドラクロス　(制作元請：ぴえろ）
- ALL OUT!!　（制作元請：トムス・エンタテインメント×マッドハウス）
- TRICKSTER -江戸川乱歩「少年探偵団」より-（制作元請：トムス・エンタテインメント / シンエイ動画）

2017年
- 鬼平　(制作元請：スタジオM2 / トムス・エンタテインメント)
- アイドル事変　(制作元請：MAPPA / スタジオヴォルン)

2018年
- キリングバイツ　(制作元請：ライデンフィルム)
- 宇宙よりも遠い場所　（制作元請：マッドハウス）
- ゆるキャン△（制作元請：C-Station）
- BORUTO-ボルト- NARUTO NEXT GENERATIONS（制作元請：ぴえろ）
- Cutie Honey Universe　(制作元請：プロダクションリード)
- 覇穹　封神演義　(制作元請：C-station)
- Phantom in the Twilight（制作元請：ライデンフィルム)
- パズドラ（制作元請：ぴえろ）
- 火ノ丸相撲（制作元請：ゴンゾ）
- RELEASE THE SPYCE（制作元請：Lay-duce）

2019年
- ブギーポップは笑わない　(制作元請：マッドハウス)
- 魔法少女特殊戦あすか　(制作元請：ライデンフィルム)

2020年
- ダイヤのA actII　(制作元請：マッドハウス)
- 神達に拾われた男　(制作元請：MAHO FILM)
- 100万の命の上に俺は立っている　(制作元請：MAHO FILM)
- ドラゴンクエスト　ダイの大冒険　(制作元請：東映アニメーション）

2022年
- 新テニスの王子様 U-17 WORLD CUP （制作元請：スタジオKAI / M.S.C）
- 農民関連のスキルばっか上げてたら何故か強くなった。　(制作元請：studio A-CAT)
- 虫かぶり姫　(制作元請：マッドハウス)
- 終末のワルキューレ　(制作元請：グラフィニカ)
- ありふれた職業で世界最強 2nd season　(制作元請：アスリード×studio MOTHER)
- 神達に拾われた男2　(制作元請：MAHO FILM)
- リアデイルの大地にて　(制作元請：MAHO FILM)

2023年
- とあるおっさんのVRMMO活動記　(制作元請：MAHO FILM)

2024年
- 外科医エリーゼ　(制作元請：MAHO FILM)
- 転生貴族、鑑定スキルで成り上がる　(制作元請：studio MOTHER)
- 新米オッサン冒険者、最強パーティに死ぬほど鍛えられて無敵になる。　(制作元請：ゆめ太カンパニー)
- チ。-地球の運動について-　(制作元請：マッドハウス)
- ありふれた職業で世界最強 season 3　(制作元請：アスリード)
- 結婚するって、本当ですか　(制作元請：葦プロダクション)
- 合コンに行ったら女がいなかった話　(制作元請：葦プロダクション)
- 青のミブロ　(制作元請：MAHO FILM)
- 歴史に残る悪女になるぞ (制作元請：MAHO FILM)

2025年
- アン・シャーリー(制作元請：アンサー・スタジオ)
- 華Doll*-Reinterpretation of Flowering-(制作元請：A-Real)

劇場アニメ
2007年
- 真救世主伝説 北斗の拳 ラオウ伝 激闘の章（制作元請：トムス・エンタテインメント）

2008年
- 真救世主伝説 北斗の拳 ZERO ケンシロウ伝（制作元請：トムス・エンタテインメント）

2010年
- 劇場版ポケットモンスター ダイヤモンド&パール 幻影の覇者 ゾロアーク　(制作元請：オーエルエム)　
- 劇場版イナズマイレブン 最強軍団オーガ襲来　(制作元請：オーエルエム)

2024年
- ヤマトよ永遠に REBEL3199　第二章「赤日の出撃」(制作元請：studio MOTHER)

OVA
2002年
- 聖闘士星矢 冥王ハーデス編（制作元請：東映アニメーション）

2003年
- HUNTER x HUNTER（制作元請：日本アニメーション）

2010年
- SUPERNATURAL: THE ANIMATION　(制作元請：マッドハウス)

CM
2018年
- 共栄鍛工所（制作元請：G-angle）

2019年
- 花王ビオレ さらさらパウダーシート『がんばれ！隠れ汗 プロジェクト』（制作元請：G-angle）
- グラコロ2019冬（制作元請：G-angle）

配信
2017年
- アラド 宿命の門 -THE FATE OF ARAD- (制作元請：SUCCESS)

### 撮影協力
| 2021年 |
ラインテスト
- 竜とそばかすの姫 (制作：スタジオ地図)

| 2023年 |
ラインテスト
- 屋根裏のラジャー (制作：スタジオポノック)

| 2024年 |
撮影監督
- 結婚するって、本当ですか　(制作元請：葦プロダクション)

撮影
- 魔都精兵のスレイブ(制作：Seven Arcs)

### その他
- 麻辣女配　-SPICY GIRL-（2020年、配信、共同制作：SUCCESS）
- 驚奇先生（2023年、配信、共同制作：SUCCESS,アスリード）